# Cakile geniculata
Cakile geniculata là một loài thực vật có hoa trong họ Cải. Loài này được (B.L.Rob.) Millsp. mô tả khoa học đầu tiên năm 1896.